# Unione Sportiva Messinese 1924-1925
Questa pagina raccoglie i dati riguardanti l'U.S. Messinese nelle competizioni ufficiali della stagione 1924-1925.

## Rosa
| N. |                   | Ruolo | Calciatore          |
| -- | ----------------- | ----- | ------------------- |
|    | Italia (bandiera) | A     | Allegra II          |
|    | Italia (bandiera) | A     | Bonanno             |
|    | Italia (bandiera) | C     | Giovanni Celeste    |
|    | Italia (bandiera) | A     | Nino Celeste        |
|    | Italia (bandiera) | A     | Delfini             |
|    | Italia (bandiera) | A     | Salvatore Fidomanzo |
|    | Italia (bandiera) | A     | Edoardo Fulci I     |
|    | Italia (bandiera) | C     | Febo Fulci II       |
|    | Italia (bandiera) | D     | Francesco Gentile   |
|    | Italia (bandiera) | D     | Gottardi            |

| N. |                   | Ruolo | Calciatore         |
| -- | ----------------- | ----- | ------------------ |
|    | Italia (bandiera) | A     | Isidoro La Bruna   |
|    | Italia (bandiera) | A     | La Valle           |
|    | Italia (bandiera) | P     | Alfredo Lucchesi   |
|    | Italia (bandiera) | A     | Francesco Marzullo |
|    | Italia (bandiera) | C     | Oriboni            |
|    | Italia (bandiera) | C     | Pocobelli I        |
|    | Italia (bandiera) | A     | Sada               |
|    | Italia (bandiera) | C     | Giovanni Stracuzzi |
|    | Italia (bandiera) | C     | Carlo Zamporlini   |

## Risultati

### Prima Divisione

#### Sezione siciliana
| Arbitro: | Del Pezzo (Napoli) |

|               |           |                     |
| Frangipane 1’ | Marcatori | 20’ (aut.) De Lucia |

| Arbitro: | Argento (Napoli) |

|               |           |  |
| Stracuzzi 48’ | Marcatori |  |

#### Semifinali Lega Sud - Girone B

##### Girone di andata
| Arbitro: | Galassi (Roma) |

|                         |           |               |
| Guasco 70’ Polisano 78’ | Marcatori | 27’ Stracuzzi |

| Arbitro: | Moraschi |

|              |           |                                           |
| Mazzullo 85’ | Marcatori | 10’ Ziroli 25’ (rig.) Mattei 63’ Scioscia |

| Arbitro: | Cerchia (Roma) |

|                                          |           |  |
| Lella III 24’ Costantino 46’ Perilli 61’ | Marcatori |  |

##### Girone di ritorno
| Messina 10 maggio 1925 4ª giornata | Messinese     | 0 – 0 | Cavese | Campo “Enzo Geraci” alla Cittadella\| Arbitro: \| Celano (Roma) \| |
| Arbitro:                           | Celano (Roma) |       |        |                                                                    |

| Arbitro: | Argento (Napoli) |

|                            |           |  |
| Scioscia 3’ Degni 40’, 70’ | Marcatori |  |

| Messina 24 maggio 1925 6ª giornata | Messinese       | 0 – 0 | Liberty | \| Arbitro: \| Filosa (Napoli) \| |
| Arbitro:                           | Filosa (Napoli) |       |         |                                   |

## Statistiche

### Statistiche di squadra
| Competizione                       | Punti | In casa | In casa | In casa | In casa | In casa | In casa | In trasferta | In trasferta | In trasferta | In trasferta | In trasferta | In trasferta | Totale | Totale | Totale | Totale | Totale | Totale | DR |
| Competizione                       | Punti | G       | V       | N       | P       | Gf      | Gs      | G            | V            | N            | P            | Gf           | Gs           | G      | V      | N      | P      | Gf     | Gs     | DR |
| ---------------------------------- | ----- | ------- | ------- | ------- | ------- | ------- | ------- | ------------ | ------------ | ------------ | ------------ | ------------ | ------------ | ------ | ------ | ------ | ------ | ------ | ------ | -- |
| Prima Divisione - girone siciliano | 4     | 1       | 1       | 0       | 0       | 1       | 0       | 1            | 1            | 0            | 0            | 2            | 0            | 2      | 2      | 0      | 0      | 3      | 0      | +3 |
| Prima Divisione - semifinali Sud   | 2     | 3       | 0       | 1       | 2       | 1       | 6       | 3            | 0            | 1            | 2            | 1            | 5            | 6      | 0      | 2      | 4      | 2      | 11     | -9 |
| Totale                             | -     | 4       | 1       | 1       | 2       | 2       | 6       | 4            | 1            | 1            | 2            | 3            | 5            | 8      | 2      | 2      | 4      | 5      | 11     | -6 |

### Statistiche dei giocatori
| Giocatore     | Prima Divisione | Prima Divisione |
| Giocatore     | Presenze        | Reti            |
| ------------- | --------------- | --------------- |
| Allegra       | 2               | 0               |
| Bonanno       | 2               | 0               |
| G. Celeste    | 2               | 0               |
| Delfini       | 8               | 0               |
| S. Fidomanzo  | 2               | 0               |
| Fulci (I)     | 3               | 0               |
| Fulci (II)    | 1               | 0               |
| Lattanzi      | 1               | 0               |
| Gentile       | 8               | 0               |
| Gottardi      | 8               | 0               |
| I. La Bruna   | 7               | 0               |
| La Valle      | 1               | 0               |
| A. Lucchesi   | 8               | -13             |
| F. Marzullo   | 8               | 1               |
| Oriboni       | 1               | 0               |
| Pocobelli     | 7               | 0               |
| Sada          | 7               | 0               |
| G. Stracuzzi  | 5               | 2               |
| C. Zamporlini | 8               | 0               |